# Matteo Carnelivari

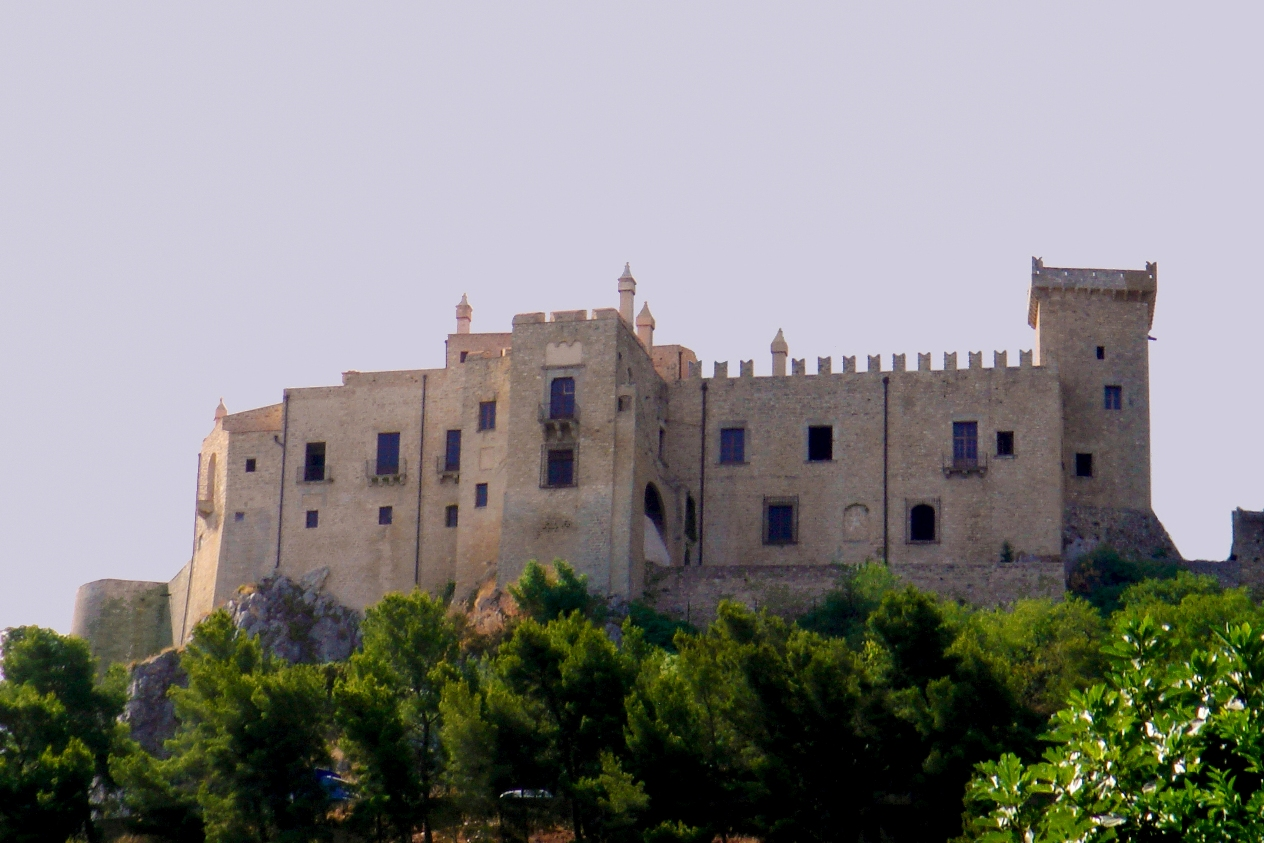
A Matteo Carnelivari által lakóházzá átalakított vár:Castello La Grua-Talamanca, Carini

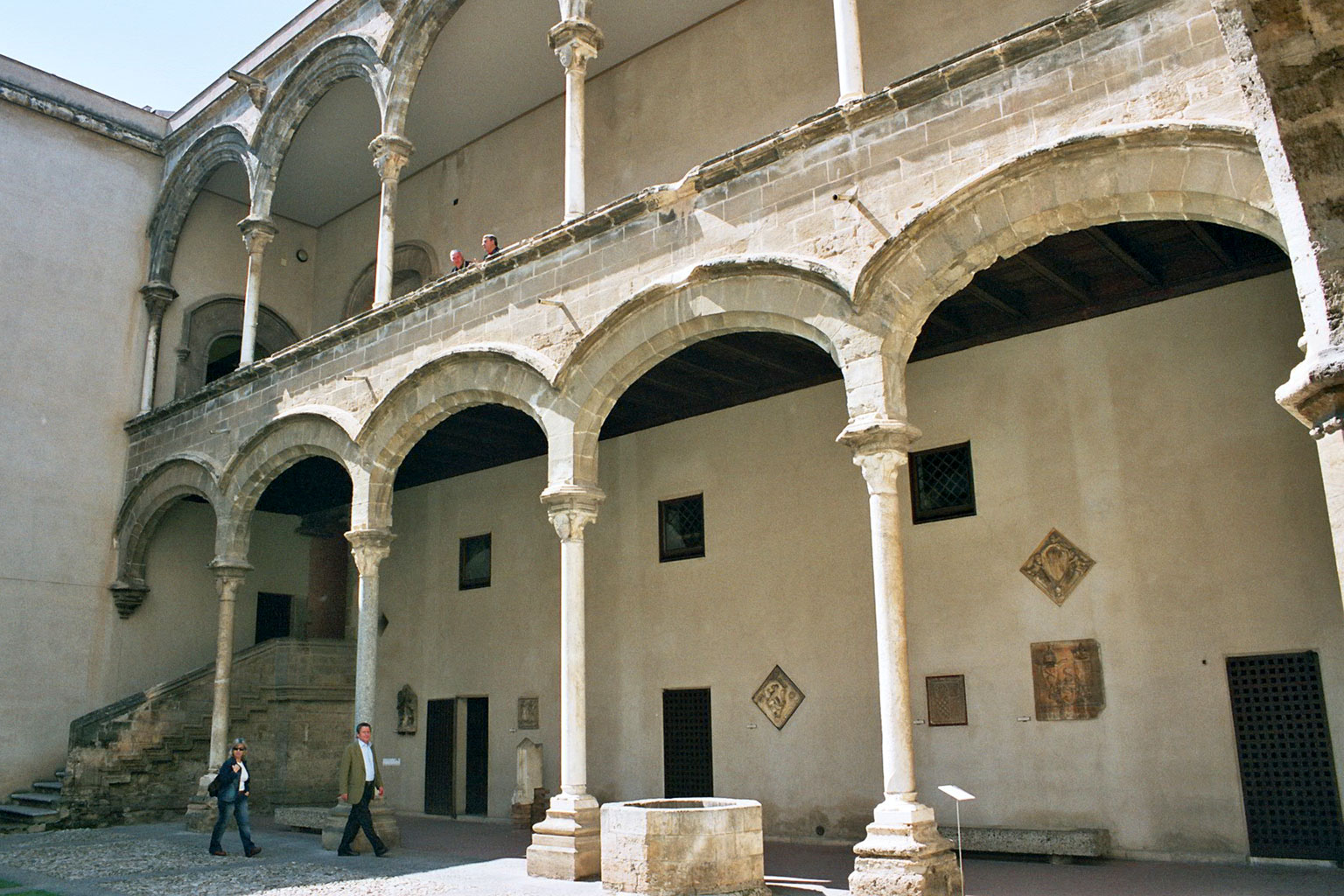
Palazzo-Abatellis (1487-1493) Palermoban

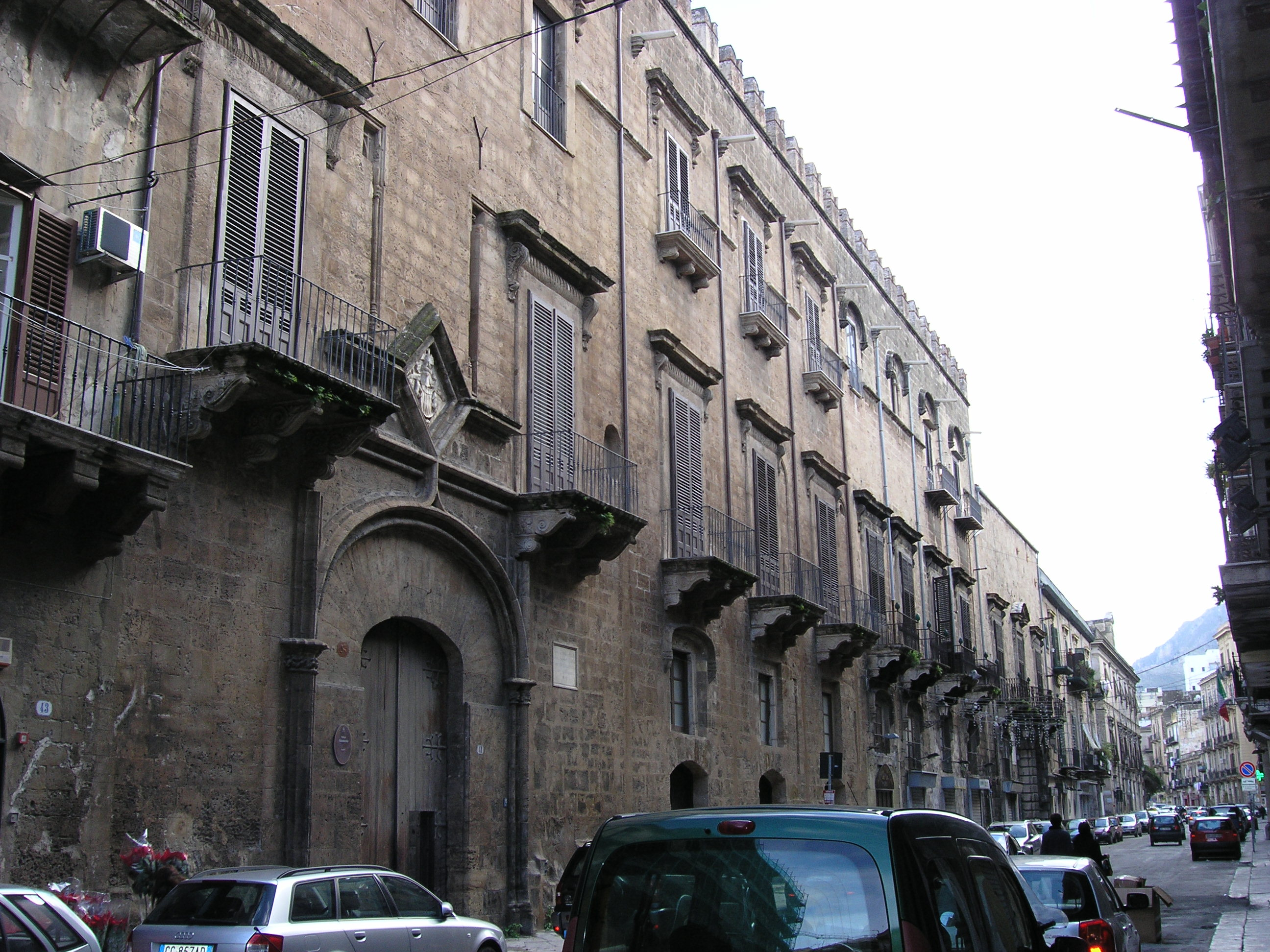
Palazzo Ajutamicristo (1490-1495), Palermo

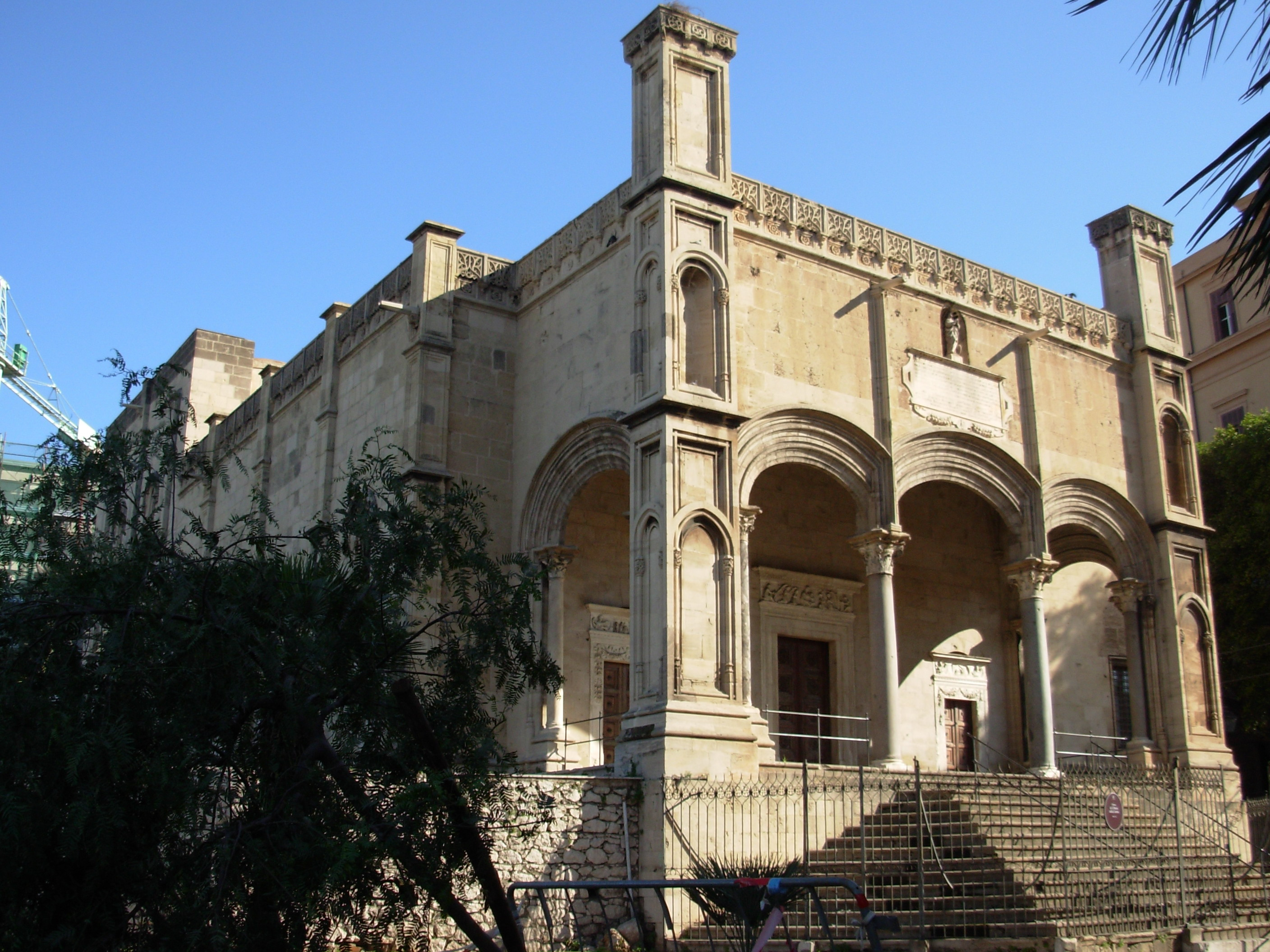
Santa Maria della Catena (1502)

Matteo Carnelivari (Szicília, Noto, 1449-1506) - olasz reneszánsz építész Szicíliában.

## Életpályája
Carnilivari a szicíliai Noto-ban született 1449-ben, de épületei csak a Palermo régióban találhatók. Az ő stílusa egyesíti a katalán gótikát arab és normann elemekkel, amelyeket a reneszánsz irányba átültetett. A 15. század utolsó harmadában Palermo legfontosabb építője volt.
Az ő munkája volt a Palazzo Abatellis (1487-1493), a Palazzo Ajutamicristo (1490-1495), Palermoban egy katalán terasz (amelyet azonban időközben átépítettek) és a Santa Maria della Catena (1502).
Misilmeri vezette 1487-ben a Castello dell Emiro, egy lakható vár rekonstrukcióját, mely a Aiutamicristo Siena család tulajdonába ment át. A Carini-i Castello La Grua Talamanca-t egy lakóházakká alakította át.
Carnilivari minden épületének építőanyaga a helyi szürke mészkő volt, melyet akkoriban építőanyagként nagyon kedveltek.

## Források

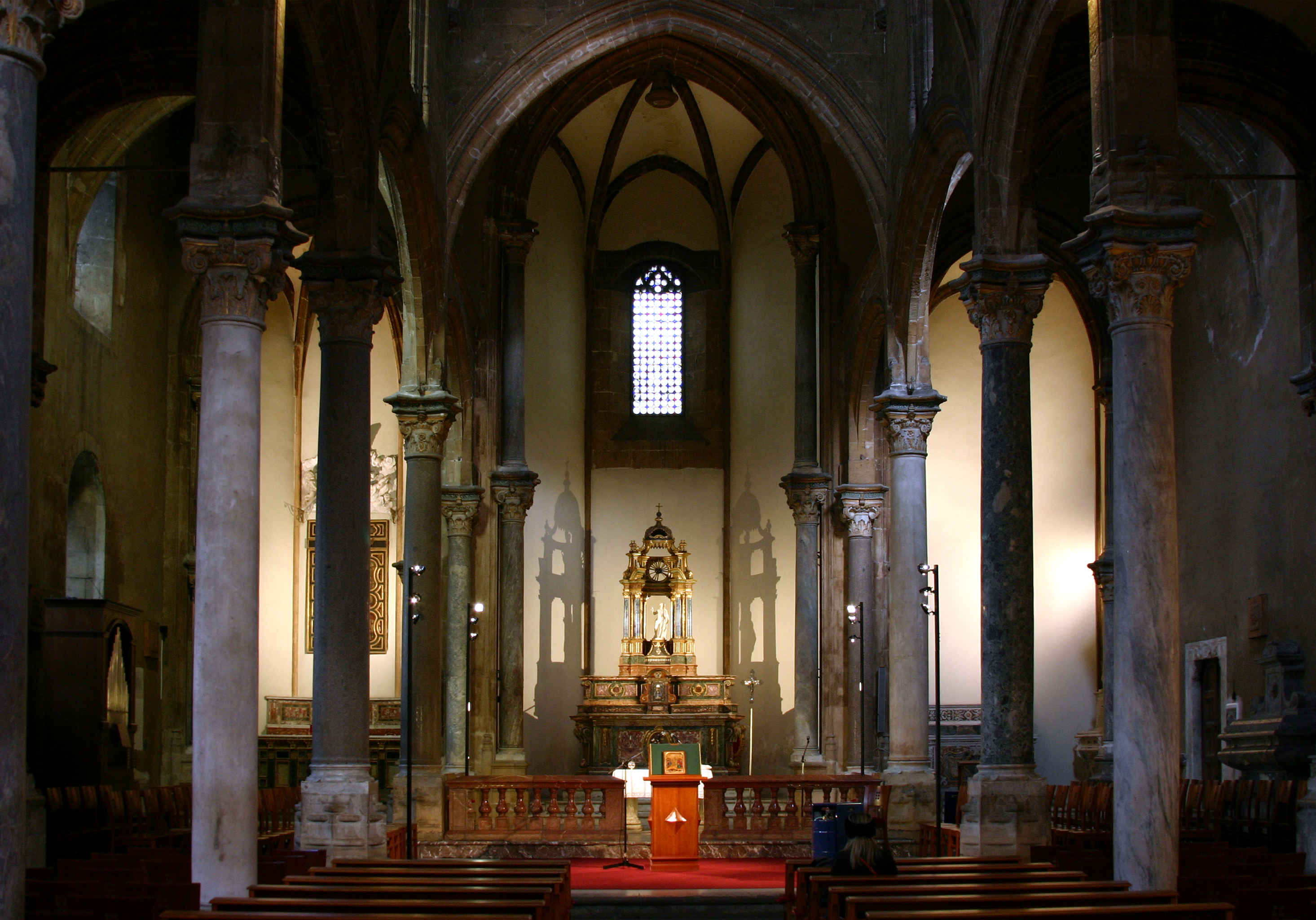
Santa Maria della Catena belülről